# Fame (televisieserie)
Fame is een Amerikaanse televisieserie die van 1982 tot 1987 door NBC in de Verenigde Staten werd uitgezonden. De serie was gebaseerd op de gelijknamige film Fame (1980). Net als de film volgde de televisieserie de leerlingen en leraren van de High School for the Performing Arts, een middelbare school in New York waar de leerlingen, naast normale vakken, ook veel les in muziek, dans en toneel krijgen. In de serie werden dramatische scènes afgewisseld met muziek- en dansnummers.
De serie won een aantal Emmy's en (in 1984) een Golden Globe voor beste televisieserie in het genre musical/comedy. Debbie Allen, een van de hoofdrolspelers en tevens choreograaf van de serie, won in zowel 1982 als 1983 een Emmy voor beste choreografie en in 1983 een Golden Globe voor beste actrice in een televisieserie.
Het titelnummer Fame, gezongen door Erica Gimpel (Coco Hernandez in de televisieserie), stond in Nederland begin 1983 drie weken op nummer 1 in zowel de Nederlandse Top 40 (in de oorspronkelijke versie gezongen door Irene Cara, die Coco Hernandez speelde in de film), de Nationale Hitparade als de TROS Top 50. In de Europese hitlijst, de TROS Europarade, werd de 8e positie bereikt.
In België bereikte de plaat begin 1983 eveneens de nummer 1-positie in zowel de voorloper van de Vlaamse Ultratop 50 als de Vlaamse Radio 2 Top 30.
De serie was wereldwijd enorm populair in de jaren 80, zo populair zelfs dat de acteurs uit de televisieserie op tournee gingen met live-shows onder de naam The Kids from "Fame".  In het Ahoy Sportpaleis in Rotterdam werden wegens groot succes extra voorstellingen ingelast. Onder de naam The Kids from "Fame" werden ook verschillende grammofoonplaten met liedjes uit de serie uitgebracht.
Het eerste seizoen van de serie werd in 2005 op dvd uitgebracht. In 2009-2010 werden seizoen 1 en 2 samen op dvd uitgebracht.

## Hoofdrollen
- Gene Anthony Ray als Leroy Johnson
- Lee Curreri als Bruno Martelli
- Valerie Landsburg als Doris Rene Schwartz
- Carlo Imperato as Danny Amatullo
- Erica Gimpel als Coco Hernandez
- Lori Singer als Julie Miller
- Debbie Allen als Lydia Grant
- Albert Hague als Benjamin Shorofsky
- Carol Mayo Jenkins als Elizabeth Sherwood
- Michael Thoma als Greg Crandall

## Wetenswaardigheden
- Zangeres Janet Jackson speelde in het vierde seizoen van Fame de rol van Cleo Hewitt.
- Gene Anthony Ray (Leroy in de film en televisieserie) ging in werkelijkheid naar de High School for the Performing Arts, maar werd na een jaar van school gestuurd.